# Maurice de la Croix
Maurice de la Croix was een In Indonesië geboren Nederlandse saxofonist, gitarist en zanger. Hij speelde in verschillende bands, waaronder The Black Diamonds, The Crazy Rockers, Tielman Brothers en The Cross Family. Hij bracht in de jaren tachtig solowerk uit onder eigen naam. Het nummer Fly me to Bali was in 1980 de herkenningstune van de TROS.

## Biografie
Maurice la Croix begon muziek te spelen vanaf zijn tiende levensjaar. Hij speelde in de loop der jaren in verschillende indorockbands, zoals The Black Diamonds, The High-Five, The Tielman Brothers o.l.v. Andy Tielman, The Cros Family Singers o.l.v. Maurice de la Croix, The Cross Family o.l.v. Maurice de la Croix, The Hell Cats o.l.v. Edo Hartsteen, The Crazy Rockers o.l.v. Eddy Chatelin en Respect o.l.v. Jules Rademaker.
Hierna richtte hij zijn eigen band "The Cross Family Singers" op, met o.a. zijn broer en kinderen. Een latere versie van deze band, " The Cross Family", begeleidde ook de singer-songwriter en producer Jack de Nijs, alias Jack Jersey. Sinds die samenwerking componeerde en produceerde De Nijs muziek voor Maurice de la Croix. Het nummer Fly me to Bali dat op de B-kant van de single Toradja staat, werd in 1980 door de TROS gekozen tot herkenningstune. Daarnaast brachten beide muzikanten en zangeres Lisa MacKeag samen twee albums uit: Jack Jersey show en Herinneringen aan mijn moederland (Ingetan tanah air). Het drietal nam in 1981 de special Jack Jersey in Sri Lanka op die eind januari 1982 op televisie verscheen, uitgezonden door de NCRV en in 1986 werd herhaald. Maurice de la Croix speelde tot op hoge leeftijd muziek. Hij overleed in 2018.

## Bands
- ca. 1959-1961: The Crazy Rockers[7]
- ca. 1961-1962: The Black Diamonds[8]
- 1963-1967: The High-Five[9]
- 1969-1971: Andy Tielman and his Indonesians[10]
- 1972-1979: The Tielman Brothers[10]
- 1979-1980: Andy Tielman & The Tielman Brothers[10]
- 1975-1982: The Cross Family Singers, The Cross Family

## Discografie

### Singles
- 1980: Ratu negeri blanda / Kembang melati, Goena Goena Records, met het kinderkoor Tjili Padi
- 1980: Toradja / Fly me to Bali, Goena Goena Records

### Albums
- 1981: Jack Jersey show, samen met Jack Jersey en Lisa MacKeag
- 1981: Herinneringen aan mijn moederland (Ingetan tanah air), samen met Jack Jersey en Lisa MacKeag
- 1988: Ratu negeri blanda e.a.
- 1994: Een ode aan Indonesia